# Huaytú
Huaytú ist eine Ortschaft im Departamento Santa Cruz im Tiefland des südamerikanischen Binnenstaates Bolivien.

## Lage im Nahraum
Huaytú ist die zweitgrößte Ortschaft des Municipios Buena Vista in der Provinz Ichilo. Sie liegt auf einer Höhe von 395 m am rechten Ufer des Río Surutú, der bei Buena Vista in den Río Yapacaní fließt.

## Geographie
Huaytú liegt östlich vorgelagert der bolivianischen Cordillera Oriental am Rande des bolivianischen Tieflandes.
Die Jahresdurchschnittstemperatur der Region liegt bei etwa 24 °C (siehe Klimadiagramm Santa Fe de Yapacaní) und schwankt nur unwesentlich zwischen knapp 21 °C im Juni und Juli und gut 26 °C von November bis Januar. Der Jahresniederschlag beträgt etwa 1800 mm, bei Monatsniederschlägen zwischen 60 mm im Juli und durchschnittlichen Höchstwerten von 200 bis 300 mm in den Sommermonaten von Dezember bis Februar.

## Verkehrsnetz
Huaytú liegt in einer Entfernung von 113 Straßenkilometern nordwestlich von Santa Cruz, der Hauptstadt des Departamentos.
Von der chilenischen Grenze bei Tambo Quemado durchquert die 1657 Kilometer lange Nationalstraße Ruta 4 das gesamte Land in West-Ost-Richtung bis Puerto Suárez an der brasilianischen Grenze. Sie führt über Cochabamba, Villa Tunari, Yapacaní und San Carlos nach Buena Vista und weiter über Santa Cruz, Pailón und Roboré nach Puerto Suárez. Ab Buena Vista führt eine Landstraße in südöstlicher Richtung entlang des Río Surutú und erreicht nach vierzehn Kilometern Huaytú.

## Bevölkerung
Die Einwohnerzahl der Ortschaft ist in den vergangenen beiden Jahrzehnten um ein Drittel angestiegen:
| Jahr | Einwohner | Quelle       |
| ---- | --------- | ------------ |
| 1992 | 905       | Volkszählung |
| 2001 | 1098      | Volkszählung |
| 2012 | 1232      | Volkszählung |
| 2024 |           | Volkszählung |